# Comuna 8 (Duitama)
La Comuna 8, Sur es una de las 8 comunas de la ciudad de Duitama en el departamento colombiano de Boyacá. Allí se encuentras La Villa Olímpica , La quebrada La Aroma , Canal Vargas  

## División política y administrativa
Los barrios pertenecientes a la comuna son:
- Compuesta por 8 barrios, así: Ciudadela Comunal Guadalupe(nuevo), Villa Olímpica, Villa del Prado, Villa Zulima, Villa Margoth, Juan Grande, Santa Isabel, Las Nieves y Cacique Tundama.